# لیدینگو
شهر لیدینگو (به سوئدی: Lidingö) در بخش لیدینگو در کشور سوئد واقع شده‌است. جمعیت این شهر ۲۴۲۰٫۵۴  نفر است.